# Emmet Lavery
Pour les articles homonymes, voir Lavery.
Emmet Lavery (né le 8 novembre 1902 à Poughkeepsie, New York, et décédé le 1er janvier 1986 à Los Angeles, Californie) est un écrivain, scénariste et acteur canadien.

## Biographie
Emmet Lavery est né le 8 novembre 1902 à Poughkeepsie, New York, et est décédé le 1er janvier 1986 à Los Angeles, Californie.

### Positions politiques
Président de la Screen Writers Guild, il gagna un procès en diffamation contre Lela Rogers (scénariste et mère de Ginger Rogers), qui l'avait accusé d'être communiste. Peu après, il témoigne en devant la commission des activités anti-américaines. Rejetant la position des communistes de la Guild, qui refusent de reconnaître le droit à la commission de s'informer sur les opinions de ceux qu'elle interroge, il se déclare "non communiste".

## Filmographie

### Scénariste
- 1942 : Chirurgien de l'armée (Army Surgeon), film d'A. Edward Sutherland (scénario)
- 1943 : Les Enfants d'Hitler, film d'Edward Dmytryk (scénario)
- 1943 : Et la vie recommence (Forever and a day), film d'Edmund Goulding (scénariste)
- 1943 : Face au soleil levant (Behind le Rising Sun), film d'Edward Dmytryk (scénario original)
- 1946 : Night in Paradise d'Arthur Lubin (adaptation)
- 1950 : Trahison à Budapest (Guilty of Treason), film de Felix E. Feist (scénario et histoire)
- 1950 : The Magnificent Yankee, film de John Sturges (jouer et scénario)
- 1951 : La Première Légion (The First Legion), film de Douglas Sirk (jouer et scénario)
- 1953 : Bright Road, film de Gerald Mayer (scénariste)
- 1955 : Condamné au silence (The Court-Martial of Billy Mitchell), film d'Otto Preminger (histoire et scénario)
- 1957 : Williamsburg : The Story of a patriot, film de George Seaton (scénariste)
- 1962 : Going my way (épisode "Un Saint pour maman"), série télévisée de Joseph Pevney (scénariste)
- 1963 : La Première Légion (d'Emmet Lavery), téléfilm de Gilbert Pineau (écrivain)
- 1964 : Mr. Novak (épisode "Le Cantique des cantiques"), série télévisée de David Alexander (scénariste)
- 1964 : La Première Légion (Die erste legion), téléfilm d'Harry Buckwitz (jouer)
- 1984 : Dialogues des Carmélites, téléfilm d'Henry Prokop (scénariste)
- 1999 : Dialogues des Carmélites, téléfilm de Don Kent (livret)

### Acteur
- 1980 : La Cour Suprême de Justice (Hallmark Hall "de la renommée") (épisode "Gideon's Trumpet), série télévisée de Robert E. Collins

### Images d'archives
- 2007 : Trumbo, film documentaire de Peter Askin (lui-même : président, scénariste Guild 1947)